# Coalmont (Indiana)
Coalmont es un lugar designado por el censo ubicado en el condado de Clay en el estado estadounidense de Indiana. En el Censo de 2010 tenía una población de 402 habitantes y una densidad poblacional de 103,2 personas por km².

## Geografía
Coalmont se encuentra ubicado en las coordenadas 39°11′23″N 87°13′11″O / 39.18972, -87.21972. Según la Oficina del Censo de los Estados Unidos, Coalmont tiene una superficie total de 3.9 km², de la cual 3.89 km² corresponden a tierra firme y (0.2%) 0.01 km² es agua.

## Demografía
Según el censo de 2010, había 402 personas residiendo en Coalmont. La densidad de población era de 103,2 hab./km². De los 402 habitantes, Coalmont estaba compuesto por el 95.77% blancos, el 0.25% eran afroamericanos, el 1.74% eran amerindios, el 0% eran asiáticos, el 0% eran isleños del Pacífico, el 0.25% eran de otras razas y el 1.99% pertenecían a dos o más razas. Del total de la población el 0.5% eran hispanos o latinos de cualquier raza.